# Hold’em
In die Kategorie Hold’em (Abkürzung von hold them, dt. halte sie) fallen alle Pokervarianten, bei denen im Laufe einer Runde eine oder mehrere Karten (Community Cards, dt. Gemeinschaftskarten) in die Mitte des Tisches gelegt werden, die alle Spieler zur Bildung ihrer Hand verwenden dürfen. Zusätzlich dazu erhalten die Spieler verdeckte hole cards, die nur für ihn selbst erkenntlich sind. Je nach Variante ist die Anzahl der Karten, die ein Spieler verwenden kann, begrenzt.

## Geschichte
Alle Hold’em-Varianten stammen von einem Spiel namens Wild Widow ab, das erstmals um 1920 gespielt wurde. Bei diesem Spiel wurde erstmals eine Karte für alle Spieler ersichtlich auf den Tisch gelegt.
In den letzten Jahren wurde besonders die Variante Texas Hold’em immer beliebter, während früher vorrangig Turniere in dieser Variante ausgetragen wurden, werden heute auch Cash Games fast ausschließlich mit Texas Hold’em gespielt.

## Varianten
Die am weitesten verbreiteten Hold’em-Varianten sind das erwähnte Texas Hold’em und Omaha Hold’em. In Casinos wird allerdings auch oft das Glücksspiel Easy Poker gespielt, das sich zu den Hold’em-Varianten zählen lässt.
Zu den, im Verhältnis zu den obigen Variationen, eher spärlich verbreiteten Varianten gehören unter anderem Yukon- und Royal Hold’em.

## Sonstiges
Vor allem in den Vereinigten Staaten wird Texas Hold’em auch mit Hold’em abgekürzt.